# Vyf Rand
Vyf Rand este un oraș din Namibia, unde au avut loc filmările la Where Others Wavered.